# Karl-Josef Dietz
Karl-Josef Dietz (* 1957) ist ein deutscher Molekularbiologe und Hochschullehrer, der an der Universität Bielefeld lehrt und auf dem Gebiet der Pflanzenphysiologie und Botanik forscht.

## Leben
Karl-Josef Dietz studierte Biologie an der Julius-Maximilians-Universität in Würzburg, wo er auch promovierte und habilitierte. Nach seiner Promotion lebte er zeitweise in den USA, verbrachte seine Postdoc Zeit an der Harvard University und forschte dort zum Thema molekulare Biologie. 1996 hatte er sein selbsternanntes Schlüsselerlebnis in der Forschung, als die Enzymgruppe der Peroxiredoxine in Pflanzen entdeckt wurden, an denen er bis heute forscht. Seit Oktober 1997 ist er als Dozent an der Universität Bielefeld tätigt, wo er unter anderem Vorlesungen zu Pflanzenphysiologie, Botanik und Molekularbiologie hält. Laut eigenen Aussagen ist besonders die Grundlagenforschung ein unabdingbarer Teil der Biologie, den man nicht vernachlässigen dürfe. In Bielefeld erforscht er insbesondere die Auswirkungen von Stressfaktoren auf Pflanzen sowie die genetischen und enzymatischen Regulationsmechanismen der Pflanzen auf zellulärer Ebene.

## Werk
Dietz zählt auf seinem Gebiet zu den renommiertesten und meistzitierten Forschern. Laut dem „Highly Cited Researchers 2018“-Ranking gehört er auch zu den weltweit meistzitierten Wissenschaftler und Wissenschaftlerinnen, bereits viermal in Folge. Im Jahr 2011 war er Träger des Gay-Lussac-Humboldt-Preises, von 2012 bis 2019 hatte er das Präsidiumsamt der DBG (Deutsche Botanische Gesellschaft) inne und wurde 2019 zum Präsidenten des VBIO (Verband Biologie, Biowissenschaften und Biomedizin in Deutschland e. V.) gewählt. Seit 2016 ist er Mitglied im Vorstand des Deutschen Nationalkomitee der IUBS (International Union of Biological Sciences). Im Jahr 2023 wurde Karl-Josef Dietz als Mitglied der Sektion Organismische und Evolutionäre Biologie in die Nationale Akademie der Wissenschaften Leopoldina aufgenommen.